# 赤てん

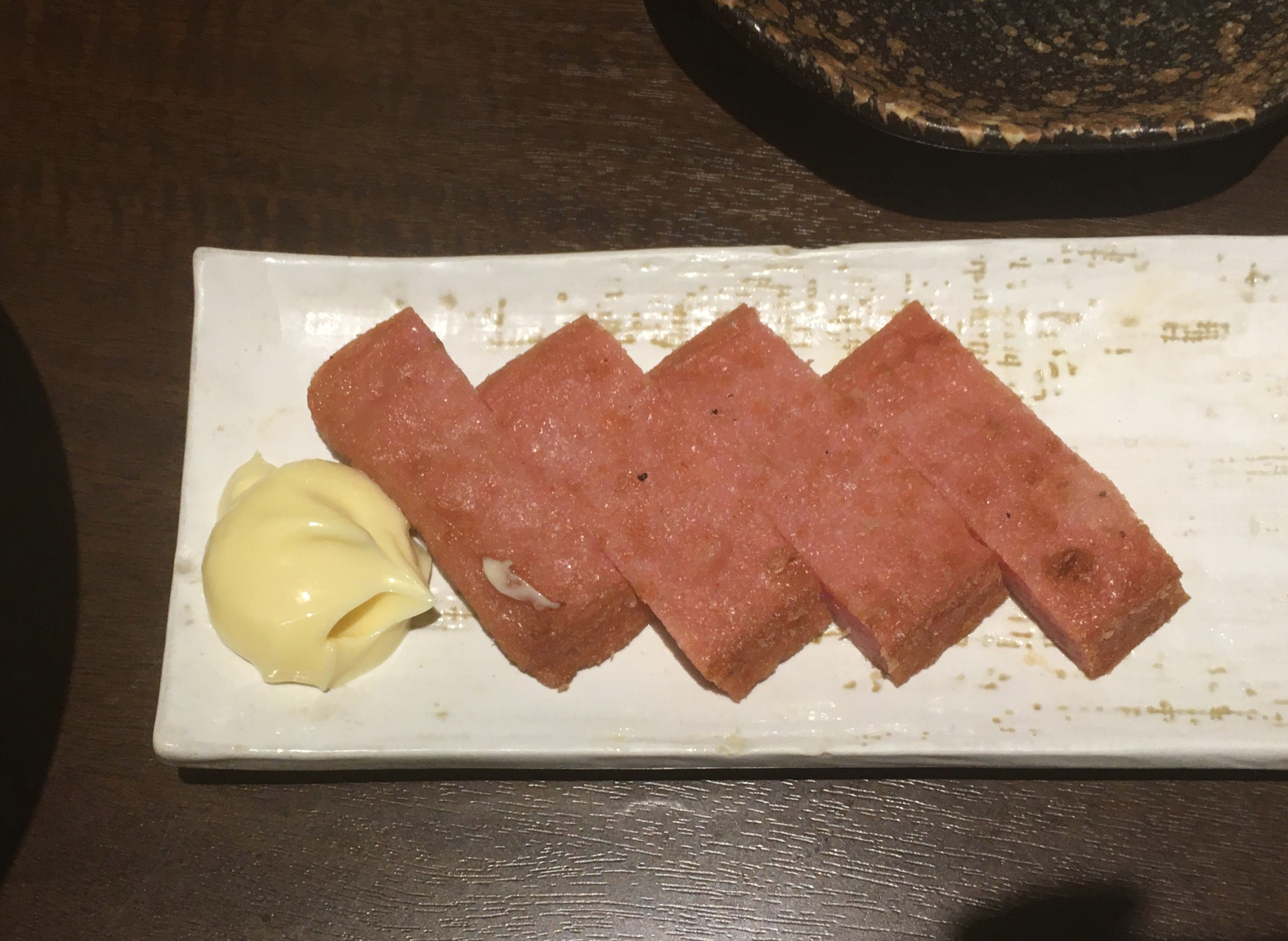
赤てん

赤てん（あかてん、赤天とも表記）とは、島根県の主に浜田市で製造・販売される魚肉練り製品である。魚カツに分類される。

## 概要
魚肉のすり身に赤唐辛子を練り合わせ、パン粉を表面にまぶして揚げる。そのため製品名のとおり赤い色を帯びており、辛味が利いている。
製造業者は浜田市に数社と、松江市（旧・東出雲町）にもある。島根県下のスーパーマーケットでは大概販売されている。

## 類似製品
- がんす（広島県）
- 魚ロッケ・ミンチ天（佐賀県、大分県など）
- フィッシュカツ（徳島県）
- じゃこカツ（愛媛県）